# 橋本四郎
橋本 四郎（はしもと しろう、1927年7月13日 - 1985年7月22日）は、日本の国文学者、国語学者。
京都市下京区梅小路生まれ。1950年第三高等学校卒業、1953年旧制京都大学文学部国文科卒業。1956年京都女子大学助教授、1957年、旧制京都大学大学院退学。1963年大阪女子大学助教授、1969年同教授。1985年7月22日急逝。没後、正四位勲三等瑞宝章。

## 著書

### 単書
- 『橋本四郎論文集 国語学編』 角川書店、1986年12月
- 『橋本四郎論文集 万葉集編』 角川書店、1986年12月

### 編著
- 『塵芥索引』 臨川書店、1988年

### 校注
- 『萬葉集』 青木生子,伊藤博,井手至,清水克彦との共校注 新潮日本古典集成・新潮社、1976-1984年